# F. L. Wallace
Floyd Lee Wallace (als Autor meist F. L. Wallace; geboren am 16. Februar 1915 in Rock Island, Illinois; gestorben am 26. November 2004 in Tustin, Kalifornien) war ein amerikanischer Schriftsteller, bekannt vor allem als Autor von Science-Fiction-Kurzgeschichten und Krimis.

## Leben
Wallace war von Beruf Maschinenbauingenieur mit mehreren Patenten. Seine erste Science-Fiction-Erzählung veröffentlichte er mit Hideaway 1951 in Astounding Science Fiction. Die folgenden Kurzgeschichten von Wallace erschienen vorwiegend in dem SF-Magazin Galaxy, einige davon übersetzt in dessen deutscher Version Galaxis Science Fiction.
Sein einziger SF-Roman Address Centauri (1955) wurde als Zielstern Centauri auch ins Deutsche übersetzt. Er handelt von einer Gruppe unheilbar Kranker, Behinderter, Mutanten und Cyborgs, die sich freiwillig für einen ersten Interstellarflug zum nächstgelegenen Stern Alpha Centauri melden. 
Außer Science-Fiction schrieb Wallace auch zwei Kriminalromane und eine Reihe von Detektivgeschichten.
2004 ist Wallace im Alter von 89 Jahren gestorben. Nachdem Wallace seit Anfang der 1960er keine Science-Fiction mehr schrieb, gerieten seine Erzählungen weitgehend in Vergessenheit, bis 2014 eine E-Book-Sammlung seiner Geschichten in der Reihe Golden Age of Science Fiction Megapack ihm erneut eine gewisse Aufmerksamkeit verschaffte.

## Bibliografie
Roman
- Address: Centauri (1955)
  - Deutsch: Zielstern Centauri. Übersetzt von Lothar Heinecke. Moewig (Terra #145), 1960. Auch als: Zielstern Centauri. Übersetzt von Martin Eisele. Moewig TB #3732, 1987, ISBN 3-8118-3732-X.
- Three Times a Victim (1957)
- Wired for Scandal (1959)

Sammlung
- The Eleventh Golden Age of Science Fiction Megapack (2014)

Kurzgeschichten
- Hideaway (1951)
- Accidental Flight (1952)
- Delay in Transit (1952)
- Student Body (1953)
  - Deutsch: Unheimliche Verwandlung. In: Lothar Heinecke (Hrsg.): Galaxis Science Fiction, #8. Moewig, 1958.
- Worlds in Balance (1953)
- Tangle Hold (1953)
  - Deutsch: Mann im Netz. In: Lothar Heinecke (Hrsg.): Galaxis Science Fiction, #13. Moewig, 1959.
- The Music Master (1953)
- Seasoned Traveller (1953)
- Forget Me Nearly (1954)
- The Deadly Ones (1954)
- The Impossible Voyage Home (1954)
- The Man Who Was Six (1954)
- Simple Psiman (1954)
- Big Ancestor (1954)
  - Deutsch: Legende. In: Lothar Heinecke (Hrsg.): Galaxis Science Fiction, #5. Moewig, 1958. Auch als: Ahnenforschung. Übersetzt von Heinz Nagel. In: Walter Spiegl (Hrsg.): Science-Fiction-Stories 16. Ullstein (Ullstein 2000 #28 (2899)), 1972, ISBN 3-548-02899-3. Auch als: Der große Vorfahr. Übersetzt von Heinz Nagel. In: Wolfgang Jeschke, Brian W. Aldiss (Hrsg.): Titan 21. Heyne (Heyne Science Fiction & Fantasy #4036), 1983.
- End as a World (1955)
- Bolden's Pets (1955)
- The Assistant Self (1956)
- Mezzerow Loves Company (1956)
- A Little Thing for the House (1956)
- Queen of Clothes (1957)
- The Nevada Virus (1957)
- Growing Season (1959)
- Second Landing (1960)
- Privates All (1961)